# Gemmula monilifera
Gemmula monilifera är en snäckart. Gemmula monilifera ingår i släktet Gemmula och familjen Turridae. Inga underarter finns listade i Catalogue of Life.